# Prithviraj Kapoor

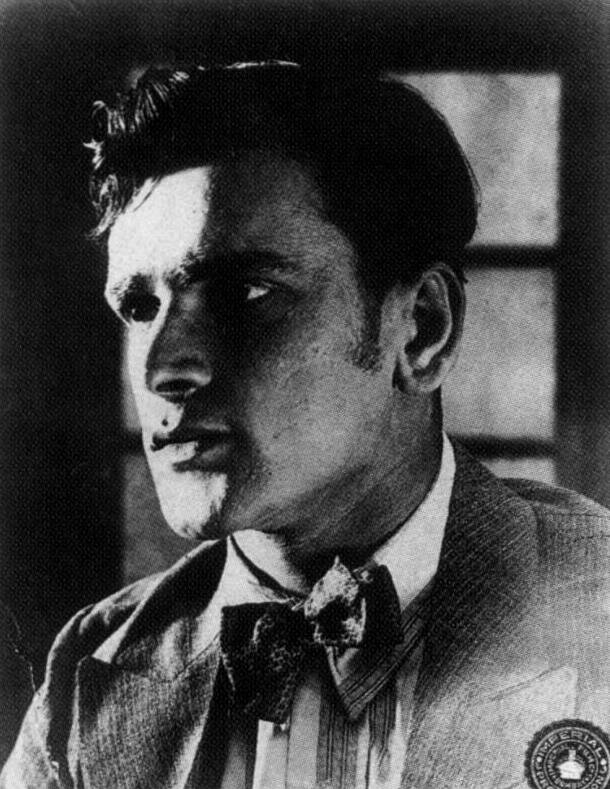
Prithviraj Kapoor (1929)

Prithviraj Kapoor (Hindi पृथ्वीराज कपूर, Pṛthvīrāj Kapūr, * 3. November 1906 in Samundri; † 29. Mai 1972 in Bombay) war ein indischer Film- und Theaterschauspieler.

## Leben
Er begann in Amateurtheatern in Lyallpur und Peschawar. Nach Abbruch eines Jurastudiums spielte er ab 1929 in Abenteuer- und Liebesfilmen. 1931 trat er in Alam Ara, Indiens erstem Tonfilm, auf. 1933 wechselte er zur Filmgesellschaft New Theatres in Kolkata und spielte in den 1930er Jahren in einigen ihrer besten Filme. Seine wichtigsten Rollen waren große Könige, Alexander der Große in Sikandar (1941, Regie: Sohrab Modi) und Akbar I. in Mughal-e-Azam (1960, Regie: K.Asif). Unter der Regie seines Sohnes Raj Kapoor spielte er 1951 in Awaara. Seine einzige Regiearbeit ist der Film Paisa (1957). Während der Dreharbeiten hierzu verlor Prithviraj Kapoor seine Stimme, die er danach nie wieder voll zurückerlangte. Ab den 1960er Jahren spielte Kapoor in verschiedenen Filmen mit mythologischen Themen.
Prithviraj Kapoor arbeitete neben dem Film auch für das Theater. Er spielte Shakespeare-Stücke in englischer Sprache bei der Grant Anderson Theatre Company. 1944 gründete er seine eigene Theatergruppe Prithvi Theatre, die 16 Jahre bestand.
Er ist der Begründer von Bollywoods Schauspielerdynastie Kapoor. Seine Söhne Raj, Shammi und Shashi Kapoor sowie seine Enkel Rishi Kapoor und Randhir Kapoor (Söhne von Raj Kapoor) und seine Urenkel Karisma und Kareena Kapoor (Töchter von Randhir Kapoor) und Ranbir Kapoor (Sohn von Rishi Kapoor) sind ebenfalls bekannte Bollywooddarsteller.
Prithviraj Kapoor wurde 1954 der Sangeet Natak Akademi Ratna verliehen, 1969 erhielt er den Padma Bhushan, 1972 wurde er postum mit dem höchsten indischen Filmpreis, dem Dadasaheb Phalke Award, ausgezeichnet.

## Filmografie
- 1930: Cinema Girl
- 1930: Prince Vijaykumar
- 1930: Sher-e-Arab
- 1931: Namak Haram Kon
- 1931: Bar Ke Pobar
- 1931: Golibar
- 1931: Toofan
- 1931: Alam Ara
- 1931: Draupadi
- 1932: Dagabaaz Ashiq
- 1933: Rajrani Meera
- 1934: Daku Mansoor
- 1934: Ramayan
- 1934: Seeta
- 1935: Inquilab
- 1935: Josh-e-Inteqam
- 1935: Swarg Ki Seedhi
- 1936: Grihadah/Manzil
- 1937: Milap
- 1937: President
- 1937: Vidyapati
- 1937: Jeevan Prabhat
- 1937: Anath Ashram
- 1938: Abhagin
- 1938: Dushman
- 1939: Adhuri Kahani
- 1939: Sapera
- 1940: Aaj Ka Hindustan
- 1940: Deepak
- 1940: Chingari
- 1940: Pagal
- 1940: Sajani
- 1941: Raj Nartaki/Court Dancer
- 1941: Sikandar
- 1942: Ujala
- 1942: Ek Raat
- 1943: Aankh Ki Sharam
- 1943: Bhalai
- 1943: Gauri
- 1943: Ishara
- 1943: Vish Kanya
- 1944: Maharathi Karna
- 1944: Phool
- 1945: Devadasi
- 1945: Nala Damayanti
- 1945: Shri Krishnarjun Yuddha
- 1945: Vikramaditya
- 1946: Prithviraj Samyukta
- 1946: Valmiki
- 1947: Parashuram
- 1948: Azadi Ki Raah Par
- 1950: Dahej
- 1950: Hindustan Hamara
- 1951: Awara – Der Vagabund von Bombay (Awaara)
- 1951: Deepak
- 1952: Anandmath
- 1952: Chhatrapati Shivaji
- 1952: Insaan
- 1953: Aag Ka Dariya
- 1954: Ehsan
- 1957: Paisa
- 1957: Fahrt über drei Meere (Pardesi)
- 1958: Lajwanti
- 1960: Mughal-e-Azam
- 1961: Senapati
- 1963: Harishchandra Taramati
- 1963: Pyar Kiya To Darna Kya
- 1963: Rustom Sohrab
- 1963: Gujree
- 1964: Ghazal
- 1964: Jahan Ara
- 1964: Rajkumar
- 1964: Zindagi
- 1965: Aasmaan Mahal
- 1965: Jaanwar
- 1965: Jahan Sati Wahan Bhagwan
- 1965: Khakaan
- 1965: Lutera
- 1965: Shri Ram Bharat Milap
- 1965: Sikandar-e-Azam
- 1966: Daku Mangal Singh
- 1966: Insaaf
- 1966: Lal Bangla
- 1966: Love and Murder
- 1966: Shankar Khan
- 1966: Sher Afghan
- 1966: Yeh Raat Phir Na Aayegi
- 1967: Shamsheer
- 1968: Balaram Shri Krisha
- 1968: Teen Bahuraniyan
- 1969: Insaaf Ka Mandir
- 1969: Nai Zindagi
- 1969: Sati Sulochana
- 1969: Nanak Naam Jahaaz Hai
- 1970: Ek Nannhi Munni Ladki Thi
- 1970: Gunh Aur Kanoon
- 1970: Heer Ranjha
- 1971: Kal Aaj Aur Kal
- 1971: Padosi
- 1971: Sakshatkara
- 1971: Nanak Dukhiya Sab Sansar
- 1972: Mele Mitran De
- 1972: Bankelal
- 1972: Naag Panchami
- 1973: Naya Nasha
- 1976: Bombay By Nite